# Iwona Hołowacz
Iwona Hołowacz z d. Libionka (ur. 1 czerwca 1975) – polska siatkarka, reprezentantka i trzykrotna mistrzyni Polski w barwach trzech klubów.
W reprezentacji Polski debiutowała 5 lipca 1996 w towarzyskim spotkaniu z Niemcami. Dwukrotnie wystąpiła w mistrzostwach Europy (1997 – 6 m., 1999 – 8 m.). Ostatni raz zagrała w reprezentacji Polski w meczu mistrzostw Europy z Bułgarią - 29 września 1999. Łącznie wystąpiła w 94 spotkaniach reprezentacji Polski.
Była wychowanką BKS Stal Bielsko Biała, do gry w pierwszym zespole została zgłoszona już w sezonie 1990/1991, ale nie pojawiła się ani razu na parkiecie. W kolejnym sezonie wychodziła w 11 meczach jako zmieniająca i wywalczyła swój pierwszy w karierze medal mistrzostw Polski seniorek (srebro), rok później sięgnęła po brązowy medal. W sezonie 1994/1995 grała jako wypożyczona zawodniczka w drugoligowym klubie Azoty Chorzów. Następnie wróciła do bielskiego klubu i sięgnęła z nim po mistrzostwo Polski w 1996. Po tym sukcesie przeniosła się do Augusto Kalisz, zdobywając w barwach tego klubu dwa razy mistrzostwo Polski (1997, 1998), raz wicemistrzostwo (1999) i dwa razy Puchar Polski (1999, 1999). W 1999 została wicemistrzynią Polski w siatkówce plażowej w parze z Renatą Gil. W sezonie 2000/2001 z kaliskiego klubu przeniosła się do Banku Pocztowego Bydgoszcz i w barwach tego klubu została wicemistrzynią Polski i zdobyła Puchar Polski. Po tym sezonie zdecydowała się na urlop macierzyński i po urodzeniu dziecka w 2002 nie powróciła już do kariery sportowej.
Łącznie trzykrotnie zdobywała mistrzostwo Polski, czterokrotnie wicemistrzostwo i raz brązowy medal mistrzostw Polski, a także trzykrotnie Puchar Polski.
W 1999 wybraną ją najładniejszą polską siatkarką w plebiscycie dziennikarzy Telewizji Polskiej.